# Cunning Stunts (album de Caravan)
Pour les articles homonymes, voir Cunning Stunts.
Albums de Caravan
Caravan and the New Symphonia
(1974) Blind Dog at St. Dunstans
(1976)
Cunning Stunts est le sixième album studio du groupe de rock progressif anglais Caravan, sorti en 1975.

## Titres

### Face 1
1. The Show of Our Lives (John Murphy, Dave Sinclair) – 5:47
2. Stuck in a Hole (Pye Hastings) – 3:09
3. Lover (Mike Wedgwood) – 5:06
4. No Backstage Pass (Hastings) – 4:34
5. Welcome the Day (Wedgwood) – 4:01

### Face 2
1. The Dabsong Conshirtoe (Murphy, Sinclair) – 18:00
2. Fear and Loathing in Tollington Park Rag (Geoffrey Richardson) – 1:10

## Musiciens
- Pye Hastings : guitares, chant
- David Sinclair : claviers
- Mike Wedgwood : basse, congas, chant
- Geoff Richardson : alto, guitare, flûtes, violon
- Richard Coughlan : batterie
- Jimmy Hastings : saxophones, clarinette